# Volvulella paupercula
Volvulella paupercula är en snäckart som först beskrevs av Watson 1883.  Volvulella paupercula ingår i släktet Volvulella och familjen Retusidae. Inga underarter finns listade i Catalogue of Life.